# Друм (музичка група)
ДрУм је рок састав из Пожеге оформљен 2010. године.
Прву поставу бенда чинили су Алекса Парезановић (бубањ), Филип Алемпијевић (бас гитара), Војислав Симовић (клавијатуре), Алекса Ристић (ритам гитара), Урош Вукашиновић (соло гитара) и Марко Маринковић (вокал). Први наступ бенд је остварио под именом Чејнџ (енгл. Change) у Пожеги, у кафићу Африка. Група је свирала хитове група Дип перпл , Дорси , Клептон, Ју група, Тајм, Рибља Чорба, Други начин и сл., и постала велика атракција у локалним кафићима. Прва заједничка композиција групе направљена је на тему поеме Црни Човек, Сергеја Јесењина, као једног од омиљеног песника свих чланова групе. Композиција је изведена на наступу у клубу "Блу мун" у Горњем Милановцу, који је емитован преко таласа радија БГ 202. Након овог наступа, име бенда промењено је у ДрУм. Од других значајнијих наступа издвајају се: Унфест у Белој Паланци, фестивал Хепицентар у Краљеву, наступи на пожешкој Магленијади 2012, 2013. и 2014. као ауторски бенд.
На лето 2018. бенд улази у студио П3 у згради БИГЗ-а и започиње рад на свом деби албуму, али је трагична смрт Марка Маринковића 4. новембра исте године зауставила снимање. Бенд наредне године ипак одлучује да настави са радом на албуму у част Марку, и албум бива објављен као самостално издање 26.5.2022.